# Michel de la Roche
Michel de la Roche (mort à Paris en  22 septembre 1724) ecclésiastique qui fut abbé commendataire de l'abbaye Saint-Melaine de 1715 à 1724.

## Biographie
Michel de la Roche dont on ignore l'origine familiale précise est docteur en Théologie, prêtre chanoine et archidiacre de Notre-Dame de Paris lorsqu'il obtient en commende l'abbaye de Saint-Melaine à Rennes dès 1715. Cependant il n'en prend possession que le 22 juillet 1721 avant de mourir à Paris dès le 22 septembre 1724.